# Edi Federer

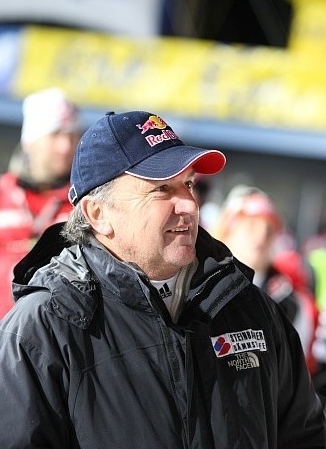
Edi Federer vid en världscuptävling i Zakopane 2008.

Eduard "Edi" Federer, född 20 februari 1955 i Mühlbach am Hochkönig i Salzburg, död 30 maj 2012 var en österrikisk tidigare backhoppare och sedermera idrottsledare. Han representerade SC Pfarrwerfen.

## Karriär
Edi Federer tillhörde det framgångsrika österrikiska landslaget som på 1970-talet tränades av legendariska backhoppstränaren Baldur Preiml som också tränade fram backhoppare som bland andra Toni Innauer, Karl Schnabl, Alois Lipburger och Willi Pürstl.
Federer startade i sin första tysk-österrikiska backhopparvecka säsongen 1970/1971. I sin första tävling i backhopparveckan, i Bergiselschanze på hemmaplan i Innsbruck 3 januari 1971, blev han nummer 73 av 74 startande. Tre dagar senare, i Paul-Ausserleitner-Schanze i Bischofshofen blev han nummer 64 av 73 startande. 
Edi Federer tog en paus på tre år från internationellt tävlande efter sin första start i backhopparveckan. Men han kom tillbaka säsongen 1974/1975 och revanscherade sig. I öppningstävlingen i Schattenbergschanze i Oberstdorf i dåvarande Västtyskland blev han nummer 6, 16,9 poäng efter segrande lagkamraten Willi Pürstl. I nyårstävlingen i Große Olympiaschanze i Garmisch-Partenkirchen blev Federer nummer fyra. En annan lagkamrat, Karl Schnabl, vann tävlingen tillsammans med finländaren Kari Ylianttila. Österrike hade fyra deltagare bland de fem bästa på prislistan. Karl Schnabl vann också tävlingen i Innsbruck, 6,3 poäng före Federer som erövrade andraplatsen. Hans Wallner säkrade en trippelseger för Österrike. I avslutande tävlingen i Bischofshofen blev Federer nummer två, 8,2 poäng efter Karl Schnabl som tog sin tredje raka seger i turneringen. Sammanlagt vann Federer en andraplats. Han var endast 4,8 poäng efter sammanlagtsegraren Willi Pürstl och 8,9 poäng före Karl Schnabl som misslyckades något i öppningstävlingen där han blev nummer 35, men lyckades säkra en trippelseger till Österrike.
Federer startade i Världsmästerskapen i skidflygning 1975 i Kulm i Bad Mitterndorf i Österrike. Där blev han nummer 15 i en tävling som vanns av Karel Kodejška från dåvarande Tjeckoslovakien före Rainer Schmidt från Östtyskland och med Karl Schnabl på bronsplatsen.
Backhopparveckan 1974/1975 blev höjdpunkten i Edi Federers backhoppningskarriär. Han tävlade fram till 1979 då han avslutade idrottskarriären.

## Senare karriär
Efter avslutad aktiv backhoppningskarriär har Federer varit verksam som idrottsmanager. Han har varit manager för bland andra Andreas Goldberger och var manager för polska landslaget och personlig manager för bland andra Adam Małysz och Thomas Morgenstern. Federer drabbades sen av sjukdom, drog sig tillbaka och dog sen 57 år gammal av en nervsjukdom.